# Matjaž Tovornik
Matjaž Tovornik, né le 3 janvier 1960, à Celje, en République fédérative socialiste de Yougoslavie, est un ancien joueur et entraîneur de basket-ball slovène. Il évolue au poste d'ailier. 